# Übach-Palenberg
Übach-Palenberg è una città di 23 979 abitanti della Renania Settentrionale-Vestfalia, in Germania.
Appartiene al distretto governativo (Regierungsbezirk) di Colonia ed al circondario (Kreis) di Heinsberg (targa HS).